# Kopalnia rudy żelaza i cementownia „Klucze”

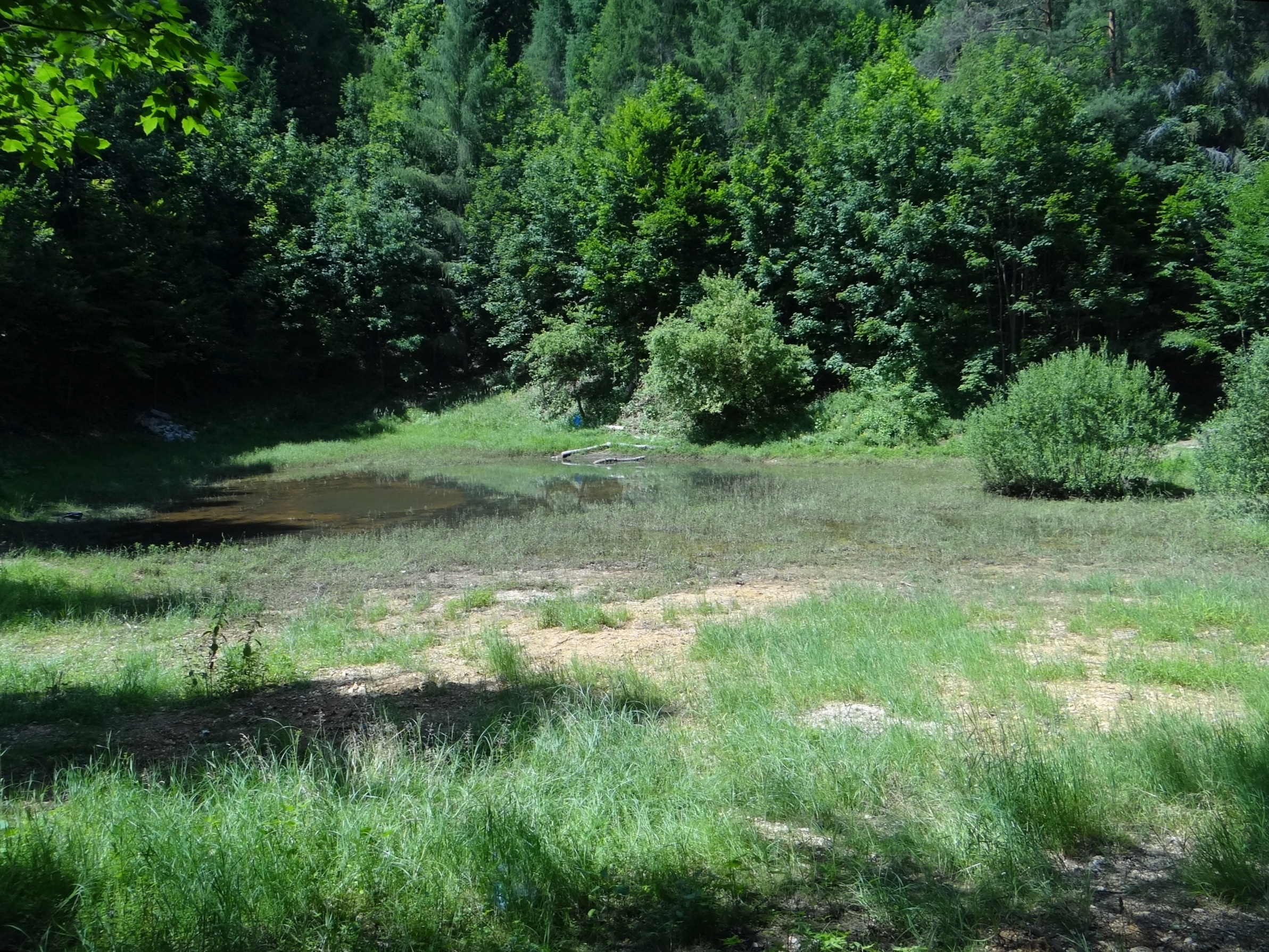
Fragment wyrobiska dawnej kopalni

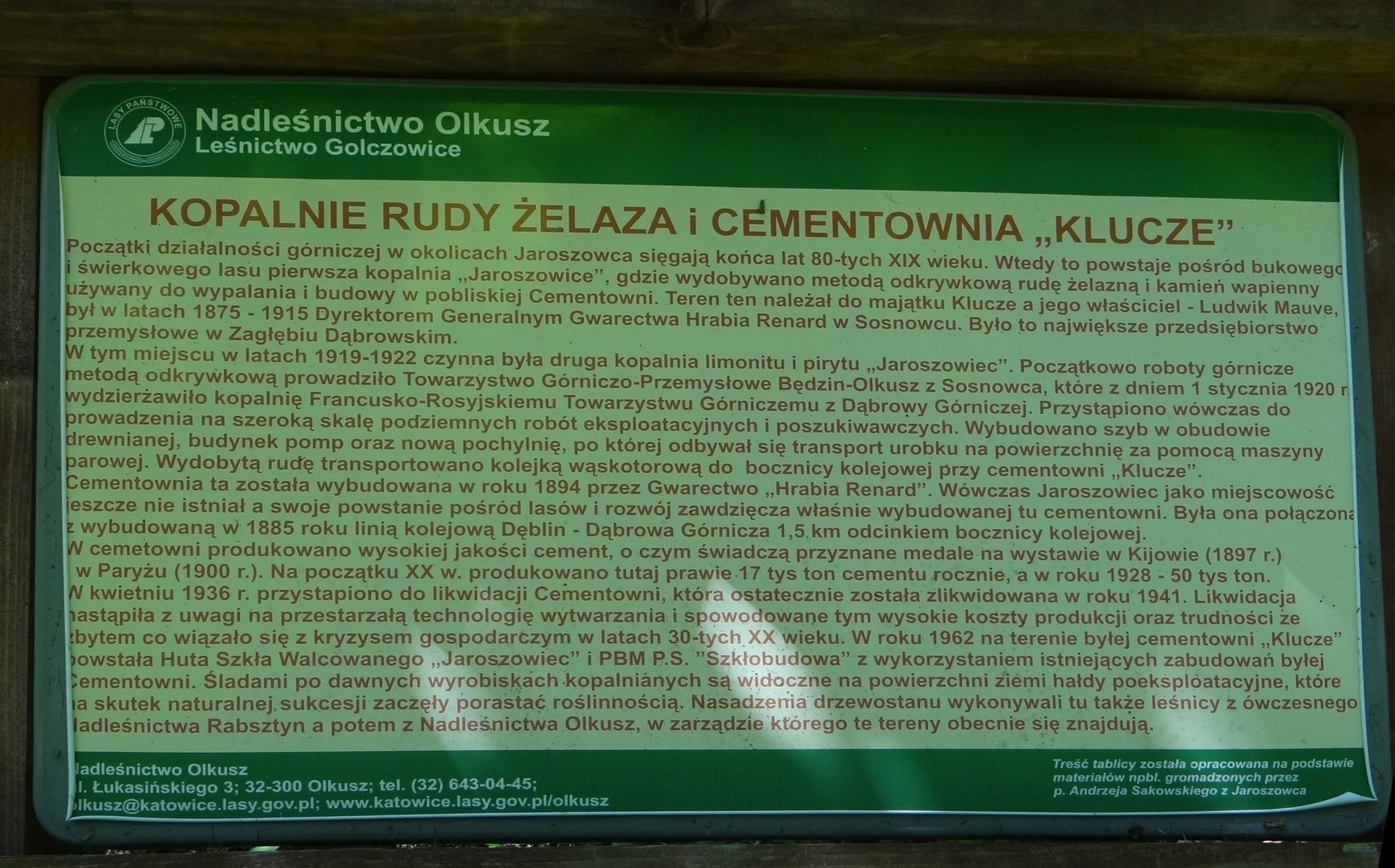
Tablica informacyjna przy wyrobisku kopalni

Kopalnia rudy żelaza i cementownia „Klucze”' – dawna kopalnia rudy żelaza oraz cementownia w miejscowości Jaroszowiec w województwie małopolskim, w powiecie olkuskim, w gminie Klucze. Znajdowała się na południowej stronie zabudowanego obszaru Jaroszowca, u północnych podnóży wzniesienia Nad Kopalnią.

## Historia
Na początku lat 80. XIX wieku powstała tutaj w świerkowo-bukowym lesie odkrywkowa kopalnia rudy żelaza „Jaroszowice”. Miejscowość Jaroszowiec jeszcze wówczas nie istniała. Wydobywano tu rudę żelaza (limonit i piryt) oraz wapienie. Te ostatnie wypalano w pobliskiej cementowni „Klucze”. W latach 1875–1915 było to największe przedsiębiorstwo w Zagłębiu Dąbrowskim. Jego właścicielem był Ludwik Mauve. W 1920 r. zakład wydzierżawiono Francusko-Rosyjskiemu Towarzystwu Górniczemu z Dąbrowy Górniczej. Zaczęło ono wydobywać rudę również metodą podziemną. Za pomocą maszyny parowej wydobywano ją szybem na powierzchnię, a następnie wąskotorową kolejką transportowano do bocznicy kolejowej cementowni „Klucze”. Tej cementowni zawdzięcza swoje powstanie miejscowość Jaroszowiec. Wytwarzany w cementowni cement był wysokiej jakości – otrzymał medale na wystawie w Kijowie w 1897 r. i w Paryżu w 1900 r. W 1928 r. wytwarzano go 50 tysięcy ton rocznie. Z powodu przestarzałej technologii generującej wysokie koszty, zakład z biegiem czasu przestał być opłacalny. W 1936 r. rozpoczęto likwidację kopalni, zakończono ją w 1941 r. Po zlikwidowanej kopalni pozostały hałdy płonnego urobku. Zaczęły one samorzutnie zarastać lasem, potem Nadleśnictwo Olkusz dokonało ich zalesienia. Niezalesione pozostało tylko niewielkie zagłębienie terenu.